# Can Quadres (manzana)
Can Quadres es el nombre de una variedad cultivar de manzano (Malus domestica) Esta manzana está cultivada en la colección repositorio de manzanos del CSIC. Así mismo está cultivada en la colección particular de manzanas de Cataluña "El pomari de l'Emili". Esta manzana es originaria de la Comunidad autónoma de Cataluña, oriunda de la comarca del Vallés Occidental, Sabadell, que pertenece a la provincia de Barcelona.

## Sinónimos
- "Poma Can Quadres",
- "Manzana Can Quadres".[8]

## Historia
La variedad de manzana 'Can Quadres' debe su nombre a la finca del indiano Cristóbal Quadres, que adquirió en Sabadell al volver de La Habana en 1874.
'Can Quadres' está considerada incluida en las variedades locales autóctonas muy antiguas, cuyo cultivo se centra en comarcas muy definidas. Se caracterizan por su buena adaptación a sus ecosistemas y podrían tener interés genético en virtud de su adaptación a las condiciones ambientales locales.
'Can Quadres' es una variedad clasificada como de mesa; difundido su cultivo en el pasado por los viveros comerciales y cuyo cultivo en la actualidad se ha reducido a huertos familiares y jardines privados.

## Características
El manzano de la variedad 'Can Quadres' tiene un vigor fuerte de tipo ramificado, con porte erguido; ramos con pubescencia fuerte, de un grosor delgado, con longitud de entrenudos cortos, número de lenticelas pequeño, relación longitud/grosor de los entrenudos media; época de inicio de floración temprana, yema fructífera de forma ovoide-cónica, flor no abierta presenta color del botón floral rosa oscuro, flor de tamaño pequeño, pétalos con posición relativa de los bordes tangentes, inflorescencia con número medio de flores medio, de forma medianamente cupuliforme, sépalos de color predominante verde, sépalos de longitud media, pétalos de longitud corta, y anchura corta, siendo la relación longitud/anchura de los pétalos más largos que anchos, estilos con longitud en relación con los estambres más largos, estilos con punto de soldadura lejos de la base.
La variedad de manzana 'Can Quadres' tiene un fruto de tamaño y peso pequeño a mediano; forma redondeada, relación longitud/anchura pequeña, posición de la anchura máxima en el medio, contorno simétrico, coronamiento por encima del cáliz medio; piel con estado ceroso ausente o muy débil; con color de fondo verde hierba con manchas irregulares verde amarillento, importancia del sobre color medio, siendo el color del sobre color rojo, siendo su intensidad fuerte, reparto del color en la superficie en placas irregulares (sobre todo la parte expuesta al sol), acusando   punteado pequeño mimetizado verde en las zonas verdes y amarillento en las placas rojas, y una sensibilidad al "russeting" (pardeamiento áspero superficial que presentan algunas variedades) en las caras laterales ausente o muy débil; pedúnculo con una longitud corta, grosor fino, marrón, terminado en engrosamiento, no sobresale la cubeta, anchura de la cavidad peduncular estrecha, profundidad de la cavidad pedúncular media, con ruginoso verde parduzco del fondo de la cavidad peduncular hacia los bordes, y con importancia del "russeting" en cavidad peduncular media; coronamiento por encima del cáliz medio, anchura de la cav. calicina estrecha, profundidad de la cav. calicina poco profunda, y con importancia del "russeting" en cavidad calicina ausente o muy débil; ojo pequeño, cerrado; sépalos de longitud media, extendidos.
Carne de color crema; textura muy fuerte con muy buena conservación, cuando está muy madura queda arrugada y es cuando tiene más sabor; sabor con acidez fuerte, dulzor débil, no muy agradable; corazón con distinción de la línea fuerte; eje abierto; lóculos carpelares cerrados; semillas grandes, medianamente anchas, de color marrón oscuro.
La manzana 'Can Quadres' tiene una época de maduración y recolección de fruto tardía, a principios de noviembre. Se usa como manzana de mesa.